# Byblis gaimardii
Byblis gaimardii is een vlokreeftensoort uit de familie van de Ampeliscidae. De wetenschappelijke naam van de soort is voor het eerst geldig gepubliceerd in 1846 door Henrik Nikolai Krøyer.